# Bran Hen ap Dyfnwal
Bran Hen (latino: Brennius; inglese Brian; fl. V secolo), figlio del re di Bryneich (Inghilterra settentrionale), Dyfnwal Moelmud ap Garbanion, divenne forse re alla morte del padre, intorno al 475 (?), eventualmente dividendo il regno con il fratello  Cyngar ap Dyfnwal.
Si ignorano gli avvenimenti della sua vita e del suo regno e la data della sua morte. A causa dell'appellativo "Hen" ("il Vecchio") si ritiene sia vissuto molto a lungo, ma non avrebbe lasciato eredi. Secondo la tradizione gli sarebbe succeduto il figlio del fratello, Morcant Bulc ap Cyngar, forse identificabile con il re spodestato dagli Angli nel 547. Dato che sempre Morcant Bulc avrebbe inoltre partecipato alla confederazione dei re britanni contro gli Angli intorno al 590, è possibile tuttavia che le fonti storiche siano lacunose e imprecise.
In un racconto di Goffredo di Monmouth, ambientato tuttavia alla metà del V secolo si narra della rivalità tra due fratelli, i re Brennius e Belinus, che si erano spartiti il regno alla morte del padre: secondo alcuni studiosi in particolare il personaggio di Brennius avrebbe preso spunto dalla figura del re Bran Hen.